# Dukla Trenčín
Dukla Trenčín est l'équipe de hockey sur glace de Trenčín en Slovaquie. L'équipe évolue dans l'Extraliga, plus haute division et a remporté le titre de champion à quatre reprises, dont la dernière fois en 2004.

## Histoire
Le club est fondé en 1962 et participe d'abord au championnat de Tchécoslovaquie de deuxième division. En 1977, Trenčín accède à la première division. Relégué en 1982, le Dukla remonte dans l'élite dès la saison suivante.
Après deux échecs en finale du championnat en 1989 et 1990, Trenčín remporte en 1992 le titre de champion de Tchécoslovaquie.
À la suite de la partition de la Tchécoslovaquie en 1993, l'équipe quitte l'Extraliga tchécoslovaque pour rejoindre l'Extraliga slovaque.

### Palmarès
L'équipe a remporté à plusieurs reprises son championnat :
- Extraliga tchécoslovaque : 1991-1992
- Extaliga slovaque : 1993-1994, 1996-1997 et 2003-2004

L'équipe a également remporté la Coupe Rona, nouvelle appellation de la Coupe Crystal, en 1994, 2002, 2003 et 2007.